# Basoga
Los basoga son un grupo humano de Uganda que vive al este del río Nilo, en el reino tradicional de Busoga. Basoga es el plural; el singular es musoga; y el adjetivo es soga. Los basoga representan el 8% de la población de Uganda y hablan una lengua Bantú.
Antes de la llegada de los europeos los basoga eran granjeros de subsistencia, que realizaban algunos cultivos en pequeños huertos familiares y trabajaban por igual los hombres y las mujeres. La sociedad tradicional soga consistía en pequeños reinos que nunca estuvieron unidos bajo un liderazgo común. La sociedad estaba basada en principios de los que el más importante era el de sucesión, que era patrilineal, y el grupo apoyaba a los miembros de la unidad en asuntos económicos, sociales y religiosos; los linajes determinaban los matrimonios, derechos de herencia y obligaciones con los antepasados.
A diferencia de los kabakas de Buganda, los distintos reyes de Basoga (Kyabazinga) eran miembros de un clan real, seleccionado entre una serie de descendientes y con la aprobación de los ciudadanos. El clan de los Babito, que gobernaba el norte de Busoga, cerca del reino de Bunyoro, tenía relaciones con la aristocracia de este reino y en general la población de la zona se consideraba descendiente de la gente de Bunyoro.